# Diana Rigg
Dame Diana Rigg, DBE (født 20. juli 1938, død 10. september 2020) var en engelsk skuespillerinde, bedst kendt for sin rolle som Emma Peel i tv-serien The Avengers. Derudover spillede hun blandt andet Olenna Tyrell i Game of Thrones. Hendes datter af ægteskabet med Archibald Stirling, Rachael Stirling er ligeledes skuespiller.
I 1987 blev Rigg tildelt CBE, og i 1994 blev hun forfremmet til DBE.

## Filmografi
Kilder:

### Teater
Udvalg
| År   | Titel                           | Rolle                  | Noter                                                               | Ref.          |
| ---- | ------------------------------- | ---------------------- | ------------------------------------------------------------------- | ------------- |
| 1957 | The Caucasian Chalk Circle      | Natella Abashwili      | Theatre Royal, York Festival                                        | [ 5 ]         |
| 1964 | King Lear                       | Cordelia               | Royal Shakespeare Company (European/US Tour)                        | [ 6 ]         |
| 1966 | Twelfth Night                   | Viola                  | Royal Shakespeare Company                                           | [ 7 ]         |
| 1970 | Abelard and Heloise             | Heloise                | Wyndham's Theatre, London                                           | [ 8 ]         |
| 1971 | Abelard and Heloise             | Heloise                | Brooks Atkinson Theatre, New York                                   | [ 9 ]         |
| 1972 | Macbeth                         | Lady Macbeth           | The Old Vic Theatre, London                                         | [ 10 ]        |
| 1972 | Jumpers                         | Dorothy Moore          | The Old Vic Theatre, London                                         | [ 11 ]        |
| 1973 | The Misanthrope                 | Célimène               | The Old Vic Theatre, London                                         | [ 12 ]        |
| 1974 | Pygmalion                       | Eliza Doolittle        | Albery Theatre, London                                              | [ 13 ]        |
| 1975 | The Misanthrope                 | Célimène               | St. James Theatre, New York                                         | [ 14 ]        |
| 1978 | Night and Day                   | Ruth Carson            | Phoenix Theatre, London                                             | [ 15 ]        |
| 1982 | Colette                         | Colette                | US national tour                                                    | [ 16 ]        |
| 1983 | Heartbreak House                | Lady Ariadne Utterword | Theatre Royal Haymarket, London                                     | [ 17 ]        |
| 1985 | Little Eyolf                    | Rita Allmers           | Lyric Theatre, Hammersmith, London                                  | [ 18 ]        |
| 1985 | Antony and Cleopatra            | Cleopatra              | Chichester Festival Theatre, UK                                     | [ 19 ]        |
| 1986 | Wildfire                        | Bess                   | Theatre Royal Bath & Phoenix Theatre, London                        | [ 20 ]        |
| 1987 | Follies                         | Phyllis Rogers Stone   | Shaftesbury Theatre, London                                         | [ 12 ]        |
| 1990 | Love Letters                    | Melissa                | Stage Door Theatre, San Francisco                                   | [ 21 ]        |
| 1992 | Putting It Together             |                        | Old Fire Station Theatre, Oxford                                    | [ 22 ]        |
| 1992 | Berlin Bertie                   | Rosa                   | Royal Court Theatre, London                                         | [ 23 ]        |
| 1992 | Medea                           | Medea                  | Almeida Theatre, London                                             | [ 24 ]        |
| 1993 | Medea                           | Medea                  | Wyndham's Theatre, London                                           | [ 12 ]        |
| 1994 | Medea                           | Medea                  | Longacre Theatre, New York                                          | [ 25 ]        |
| 1995 | Mother Courage and Her Children | Mother Courage         | Royal National Theatre, London                                      | [ 26 ]        |
| 1996 | Who's afraid of Virginia Woolf? | Martha                 | Almeida Theatre & Aldwych Theatre, London                           | [ 12 ] [ 27 ] |
| 1997 | Who's afraid of Virginia Woolf? | Martha                 | Almeida Theatre & Aldwych Theatre, London                           | [ 28 ]        |
| 1998 | Phaedra                         | Phaedra                | Almeida at the Albery Theatre, London & BAM in Brooklyn             | [ 20 ]        |
| 1998 | Britannicus                     | Agrippina              | Almeida at the Albery Theatre, London & BAM in Brooklyn             | [ 20 ]        |
| 2001 | Humble Boy                      | Flora Humble           | Royal National Theatre, London                                      | [ 29 ]        |
| 2002 | The Hollow Crown                |                        | International Tour: New Zealand, Australia, Stratford-upon-Avon, UK | [ 30 ]        |
| 2004 | Suddenly, Last Summer           | Violet Venable         | Albery Theatre, London                                              | [ 31 ]        |
| 2006 | Honour                          | Honour                 | Wyndham's Theatre, London                                           | [ 32 ]        |
| 2007 | All About My Mother             | Huma Rojo              | The Old Vic Theatre, London                                         | [ 33 ]        |
| 2008 | The Cherry Orchard              | Ranyevskaya            | Chichester Festival Theatre, UK                                     | [ 34 ]        |
| 2009 | Hay Fever                       | Judith Bliss           | Chichester Festival Theatre, UK                                     | [ 35 ]        |
| 2011 | Pygmalion                       | Mrs. Higgins           | Garrick Theatre, London                                             | [ 36 ]        |
| 2018 | My Fair Lady                    | Mrs. Higgins           | Vivian Beaumont Theatre, New York                                   | [ 37 ]        |

### Film
| År   | Titel                            | Rolle                         | Noter                          | Ref.          |
| ---- | -------------------------------- | ----------------------------- | ------------------------------ | ------------- |
| 1968 | Diadem aka Der Goldene Schlussel |                               | Kortiflm indspillet i Tyskland | [ 38 ] [ 39 ] |
| 1968 | En skærsommernatsdrøm            | Helena                        |                                | [ 40 ]        |
| 1969 | Minikillers                      |                               | Kortfilm indspillet i Spanien  | [ 41 ]        |
| 1969 | The Assassination Bureau         | Sonya Winter                  |                                | [ 40 ]        |
| 1969 | On Her Majesty's Secret Service  | Teresa "Tracy" di Vicenzo     |                                | [ 40 ]        |
| 1970 | Julius Caesar                    | Portia                        |                                | [ 40 ]        |
| 1971 | The Hospital                     | Barbara Drummond              |                                | [ 40 ]        |
| 1973 | Theatre of Blood                 | Edwina Lionheart              |                                | [ 40 ]        |
| 1975 | In This House of Brede           | Sister Philippa               |                                | [ 40 ]        |
| 1977 | A Little Night Music             | Countess Charlotte Mittelheim |                                | [ 40 ]        |
| 1981 | The Great Muppet Caper           | Lady Holiday                  |                                | [ 40 ]        |
| 1982 | Evil Under the Sun               | Arlena Stuart Marshall        |                                | [ 40 ]        |
| 1987 | Snow White                       | The Evil Queen                |                                | [ 40 ]        |
| 1993 | Genghis Cohn                     | Frieda von Stangel            |                                |               |
| 1994 | A Good Man in Africa             | Chloe Fanshawe                |                                | [ 40 ]        |
| 1999 | Parting Shots                    | Lisa                          |                                | [ 40 ]        |
| 2005 | Heidi                            | Grandmamma                    |                                | [ 40 ]        |
| 2006 | The Painted Veil                 | Mother Superior               |                                | [ 40 ]        |
| 2015 | The Honourable Rebel             | Narrator                      |                                | [ 40 ]        |
| 2017 | Breathe                          | Lady Neville                  |                                | [ 40 ]        |
| 2021 | Last Night in Soho               | Ms. Alexandra Collins         | Posthumous release             | [ 42 ]        |

### Tv
| År         | Titel                                         | Rolle                       | Noter | Ref.   |
| ---------- | --------------------------------------------- | --------------------------- | --- | ------ |
| 1961       | Ondine                                        | Bit part                    | Televised stage performance, Aldwych theatre | [ 43 ] |
| 1963       | The Sentimental Agent                         | Francy Wilde                | episode: "A Very Desirable Plot" | [ 12 ] |
| 1964       | Festival                                      | Adriana                     | episode: "The Comedy of Errors" | [ 40 ] |
| 1964       | Armchair Theatre                              | Anita Fender                | episode: "The Hothouse" | [ 40 ] |
| 1965       | ITV Play of the Week                          | Bianca                      | episode: "Women Beware Women" | [ 40 ] |
| 1965–68    | The Avengers                                  | Emma Peel                   | 51 episodes | [ 40 ] |
| 1970       | ITV Saturday Night Theatre                    | Liz Jardine                 | episode: "Married Alive" | [ 40 ] |
| 1973       | The Diana Rigg Show                           | Diana Smythe                | unaired pilot | [ 44 ] |
| 1973–74    | Diana                                         | Diana Smythe                | 15 episodes | [ 44 ] |
| 1974       | Affairs of the Heart                          | Grace Gracedew              | episode: "Grace" | [ 40 ] |
| 1975       | In This House of Brede                        | Philippa                    | TV film | [ 40 ] |
| 1975       | The Morecambe & Wise Show                     | Nell Gwynne                 | sketch in Christmas show | [ 40 ] |
| 1977       | Three Piece Suite                             | Various                     | 6 episodes | [ 40 ] |
| 1979       | Oresteia                                      | Clytemnestra                | mini-series | [ 40 ] |
| 1980       | The Marquise                                  | Eloise                      | TV film | [ 45 ] |
| 1981       | Hedda Gabler                                  | Hedda Gabler                | TV film | [ 40 ] |
| 1982       | Play of the Month                             | Rita Allmers                | episode: Little Eyolf | [ 40 ] |
| 1982       | Witness for the Prosecution                   | Christine Vole              | TV film | [ 40 ] |
| 1983       | King Lear                                     | Regan                       | TV film | [ 12 ] |
| 1985       | Bleak House                                   | Lady Honoria Dedlock        | mini-series | [ 40 ] |
| 1986       | The Worst Witch                               | Miss Constance Hardbroom    | TV film | [ 40 ] |
| 1987       | A Hazard of Hearts                            | Lady Harriet Vulcan         | TV film | [ 40 ] |
| 1989       | The Play on One                               | Lydia                       | episode: "Unexplained Laughter" | [ 40 ] |
| 1989       | Mother Love                                   | Helena Vesey                | mini-series British Academy Television Award for Best Actress Broadcast Press Guild Award for Best Actress | [ 40 ] |
| 1989-2003  | Mystery!                                      | Host                        | Anthology series |        |
| 1992       | Mrs 'Arris Goes to Paris                      | Mme Colbert                 | TV film | [ 40 ] |
| 1993       | Road to Avonlea                               | Lady Blackwell              | episode: "The Disappearance" | [ 46 ] |
| 1993       | Running Delilah                               | Judith                      | TV film | [ 40 ] |
| 1993       | Screen Two                                    | Baroness Frieda von Stangel | episode: "Genghis Cohn" Nominated – CableACE Award for Best Supporting Actress in a Miniseries or Movie | [ 40 ] |
| 1995       | Zoya                                          | Evgenia                     | TV film | [ 40 ] |
| 1995       | The Haunting of Helen Walker                  | Mrs Grose                   | TV film | [ 40 ] |
| 1996       | The Fortunes and Misfortunes of Moll Flanders | Mrs Golightly               | TV film | [ 40 ] |
| 1996       | Samson and Delilah                            | Mara                        | TV film | [ 40 ] |
| 1997       | Rebecca                                       | Mrs Danvers                 | mini-series Primetime Emmy Award for Outstanding Supporting Actress in a Miniseries or a Movie | [ 40 ] |
| 1998       | The American                                  | Madame de Bellegarde        | TV film | [ 40 ] |
| 1998–2000  | The Mrs Bradley Mysteries                     | Adela Bradley               | 5 episodes | [ 40 ] |
| 2000       | In the Beginning                              | Mature Rebeccah             | TV film | [ 40 ] |
| 2001       | Victoria & Albert                             | Baroness Lehzen             | mini-series Nominated – Primetime Emmy Award for Outstanding Supporting Actress in a Miniseries or a Movie | [ 40 ] |
| 2003       | Murder in Mind                                | Jill Craig                  | episode: "Suicide" | [ 47 ] |
| 2003       | Charles II: The Power and the Passion         | Queen Henrietta Maria       | mini-series | [ 40 ] |
| 2006       | Extras                                        | Herself                     | episode: "Daniel Radcliffe" | [ 48 ] |
| 2007       | Empire's Children                             | Herself                     | episode 1 |        |
| 2013–17    | Game of Thrones                               | Olenna Tyrell               | 18 episoder Nomineret– Primetime Emmy Award for Outstanding Guest Actress in a Drama Series (2013, 2014, 2015, 2018) Nomineret– Critics' Choice Television Award for Best Guest Performer in a Drama Series (2013, 2014) | [ 49 ] |
| 2013       | Doctor Who                                    | Mrs Winifred Gillyflower    | episode: "The Crimson Horror" | [ 40 ] |
| 2015; 2017 | Penn Zero: Part-Time Hero                     | Mayor Pink Panda            | Voice, 3 episoder | [ 50 ] |
| 2015; 2017 | Detectorists                                  | Veronica                    | 6 episoder | [ 40 ] |
| 2015       | You, Me and the Apocalypse                    | Sutton                      | 5 episodes | [ 51 ] |
| 2015       | Professor Branestawm Returns                  | Lady Pagwell                | TV film | [ 52 ] |
| 2017       | Victoria                                      | Duchess of Buccleuch        | 9 episodes | [ 40 ] |
| 2017       | A Christmas Carol Goes Wrong                  | Herself/narrator            | Christmas special | [ 53 ] |
| 2019       | The Snail and the Whale                       | Narrator                    | short TV film | [ 54 ] |
| 2020       | All Creatures Great and Small                 | Mrs Pumphrey                | 2 episodes | [ 55 ] |
| 2020       | Black Narcissus                               | Mother Dorothea             | Posthumous release | [ 55 ] |